# Вьозан
Вьоза́н (фр. Viozan) — коммуна во Франции, находится в регионе Юг — Пиренеи. Департамент — Жер. Входит в состав кантона Миранд. Округ коммуны — Миранд.
Код INSEE коммуны — 32466.

## География

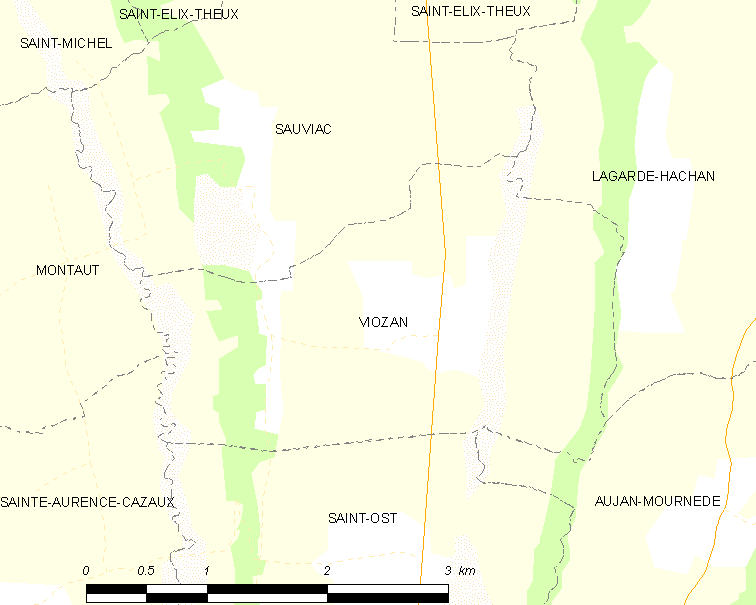
Карта коммуны

Коммуна расположена приблизительно в 630 км к югу от Парижа, в 85 км западнее Тулузы, в 30 км к югу от Оша.
На западе коммуны протекает река Баизоль, а на востоке — река Петит-Баиз.

## Климат
Климат умеренно-океанический. Лето жаркое и немного дождливое, температура часто превышает 35 °С. Зимой часто бывает отрицательная температура и ночные заморозки. Годовое количество осадков — 700—900 мм.

## Население
Население коммуны на 2010 год составляло 110 человек.
| 1962 | 1968 | 1975 | 1982 | 1990 | 1999 | 2010 |
| ---- | ---- | ---- | ---- | ---- | ---- | ---- |
| 128  | 131  | 130  | 134  | 118  | 114  | 110  |

## Администрация
| Период | Период | Фамилия           | Партия | Примечания |
| ------ | ------ | ----------------- | ------ | ---------- |
| 2001   | 2008   | Анри Дюпра        |        |            |
| 2008   | 2020   | Жан-Франсуа Абади |        |            |

## Экономика
В 2010 году среди 59 человек трудоспособного возраста (15-64 лет) 42 были экономически активными, 17 — неактивными (показатель активности — 71,2 %, в 1999 году было 63,6 %). Из 42 активных жителей работали 38 человек (21 мужчина и 17 женщин), безработных было 4 (2 мужчин и 2 женщины). Среди 17 неактивных 6 человек были учениками или студентами, 8 — пенсионерами, 3 были неактивными по другим причинам.